# Dell Prairie
Dell Prairie è un comune degli Stati Uniti, situato in Wisconsin, nella Contea di Adams.